# Trabeculus fuscoclypeatus
Trabeculus fuscoclypeatus är en insektsart som först beskrevs av Johnston och Harrison 1912.  Trabeculus fuscoclypeatus ingår i släktet Trabeculus och familjen fjäderlöss. Inga underarter finns listade i Catalogue of Life.